# Antonio de Ventimiglia

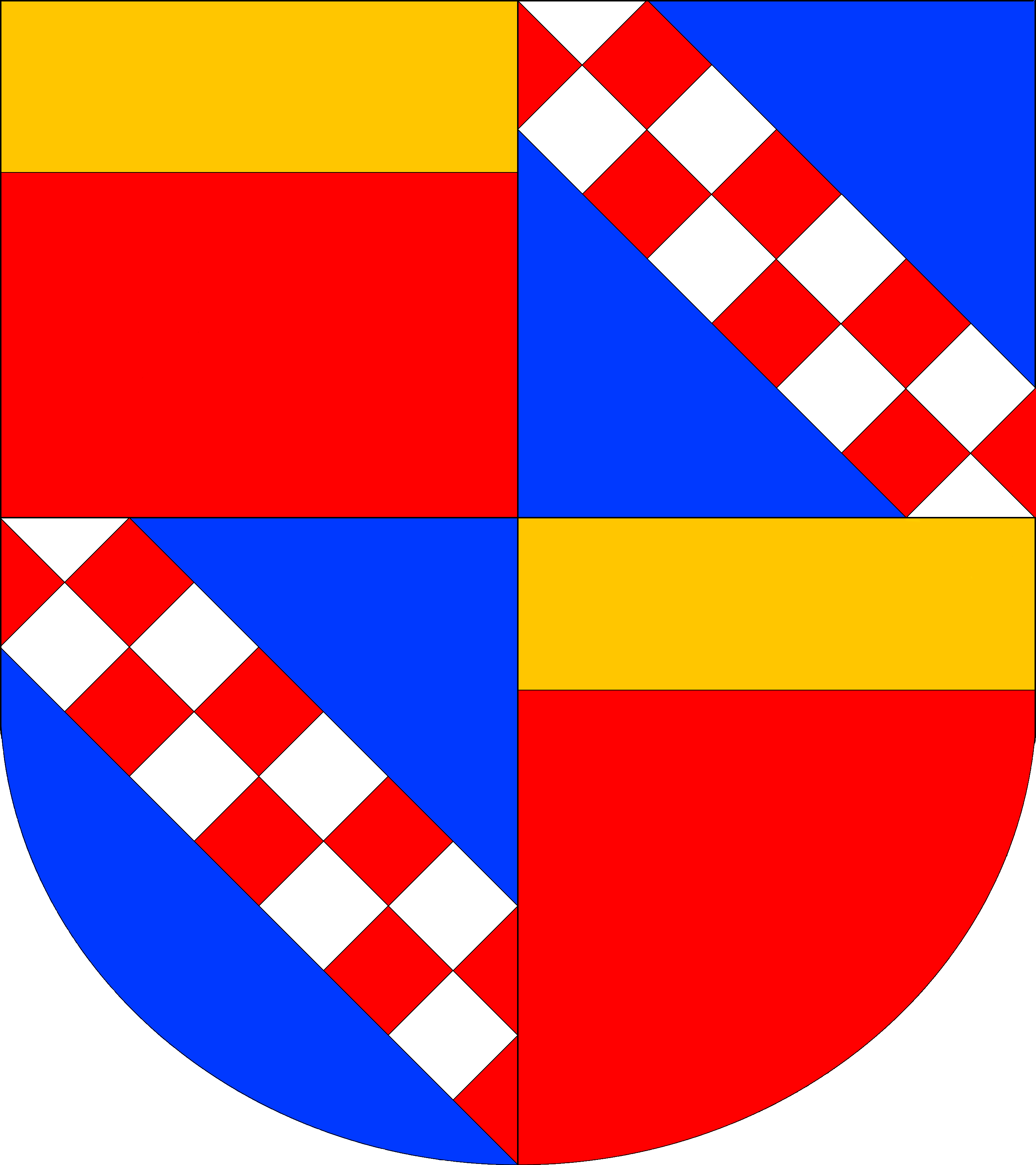
Escudo de armas del marqués de Irache: casa de Ventimiglia combinado con la casa de Altavilla, desde 1433.

Casa de Clermont-Lodéve.

Casa de Orsini

Antonio de Ventimiglia Prades (*?,+1480) fue hijo de Giovanni I de Ventimiglia y de Agueda de Prades y Montcada, hija de Jaime de Prades, condestable de Aragón, almirante y virrey de Sicilia, y de su consorte, Juana de Montcada, hija de Marco Montcada, conde de Augusta, Adernó y Sclafani y de su primera mujer Juana de Peralta, hija del conde Ramón de Peralta y de su esposa la Infanta Isabel de Aragón, hija del rey Fadrique II de Sicilia y de Leonor, hermana de Luis, Obispo de Tolosa, hijos los dos del rey Carlos II de Nápoles y Sicilia y de María de Hungría.

## Títulos
- XVI conde de Geraci.
- II marqués de Irache.[2][3]
- Conde de Bitonto.
- Señor de Castelbuono, Tusa, Gangi, Santo Mauro e Pollina.
- Gran almirante del reino de Sicilia.[4]
- Vicario general de Sicilia.[5]
- Uso del lema por la Gracia de Dios (Dei gratia)

## Biografía
Fue investido como II marqués de Irache el 22 de marzo de 1473, prestando juramento mediante procurador, tal y como su alta alcurnia exigía, ante el virrey López Ximenez de Urrea.
Era hábil en el manejo de armas y caballos, como demuestra su fama de "consumado giostrista", ya que acudía regularmente a cuantas giostras y juegos militares se presentaban a su alcance.
Su padre, Giovanni I de Ventimiglia, no dedicó demasiado tiempo a supervisar su patrimonio personal, tal y como pudo comprobar. Antonio heredó un considerable patrimonio, pero acompañado de una deuda colosal: todas las donaciones, dotes, herencias y demás disposiciones que su generoso padre había prometido en vida tendría que efectuarlas él mismo. Pero las arcas del marquesado estaban vacías.
Comienza su ejercicio con un asunto escabroso y que a punto estuvo, una vez más, de acabar definitivamente con la casa de Ventimiglia, y que afectó a su propio primogénito, Enrico: en 1472 resulta muerto en duelo su sobrino, Alfonso de Ventimiglia, a manos de Pietro de Benedictis, hijo del maestro secreto del regno di Sicilia Cristoforo De Benedictis. Ante la escasa voluntad de la justicia ordinaria para solventar la situación, el conde-marqués pidió amparo al rey.
A este punto cabe recordar que el feudo siempre había gozado del privilegio de Diritto di merum et mixtum inperium, es decir, plena y absoluta jurisdicción civil y penal; los Ventimiglia no solo configuraban su propia justicia: la aplicaban en el acto.
Pero la familia de Benedictis por aquel entonces ocupaban importantes cargos de confianza de la corona, y entre la conocida lentitud de la justicia y los retrasos intencionados, a finales de 1474 el conde no había tenido su compensación. Exasperados por la situación, Carlo Ventimiglia, el hermano de Alfonso, convence a su primo Enrico, el primogénito de la casa de Ventimiglia y futuro marqués, para ejecutar una acción punitiva sobre los Benedictis. Dicho y hecho, se desplazaron a Palermo para poner en marcha sus planes, que acabó con una verdadera masacre donde caen el padre y el hijo del ofensor.
La corona montó en cólera al conocer la noticia, y los agresores solo pudieron salvar sus vidas huyendo de la isla, iniciándose un tremendo contencioso entre la corona y la casa de Ventimiglia que casi acaba definitivamente con esta última. Finalmente, el 7 de octubre de 1475 obtuvieron el perdón real, en virtud de los altos servicios prestados siempre por la casa de Ventimiglia a la corona. Eso sí, a un precio exorbitante para la época, el verdadero rescate de un rey: la pena capital se canjeó por una multa de 10.000 Florines.
En general, las magníficas relaciones que había mantenido el anterior marqués de Irache con la corona se deterioraron de forma significativa, pero no solo a causa del actual titular, Antonio de Ventimiglia: en marzo de 1474, Fernando de Aragón el católico, recibió el juramento de vasallaje de la nobleza siciliana. Sin embargo, el nuevo monarca estaba dispuesto a recortar significativamente los privilegios que estos habían acumulado en las últimas generaciones, que en algunos casos, como era el de la familia Ventimiglia, los convertía de hecho en un estado dentro de otro estado. Para ello se serviría esencialmente de la justicia, como demostró en el caso de la venganza por la muerte de Alfonso Ventimiglia.
La fuerte multa impuesta a cambio del perdón supondría un durísimo golpe económico a la ya de por sí maltrecha situación financiera de la casa marquesal, del que se repondrían muy a duras penas y muchos años más tarde, periodo durante el cual la casa de Ventimiglia perdería definitivamente la preeminencia de la que hasta entonces había gozado. Pero la reacción del marqués fue exactamente la contraria de la pretendida por la corona: la posición personal en su ámbito de influencia en los organismos del reino se inclinó cada vez más hacia modelos de tendencia autonomista, llegando a representar en el parlamento una sempiterna oposición hacia los intereses de la corona.
Cuando Joan de Cardona, conde de Prades y virrey del reino de Sicilia propuso la iniciativa Real de aplicar el impuesto del 10% sobre todas las actividades económicas, conocido popularmente como la décima, encabezó el rechazo general que se originó, y que poco a poco fue integrando tanto al resto de barones como al pueblo.
A pesar de lo incómoda que resultaba su postura para los planes de la corona, sus dotes militares le llevaron a que el virrey Spes le designase capitán general del ejército del reino de Sicilia, cuando en 1480 el emperador turco Mohamed II amenazó la integridad del reino. Reunió en su persona los máximos poderes posibles, muy por encima de cualquier otra autoridad.
Pocos meses más tarde, unos días antes del 13 de diciembre de 1480 murió de improviso; no llegó a dejar testamento escrito.

## Matrimonio y descendencia
En 1443 casó con Margaritha de Clermont-Lodéve Orsini, hija de Tristán de Clermont-Lodéve (1380 - 1432), conde de Copertino, y de su esposa la condesa Catalina Orsini, hija de Orsini del Balzo, príncipe de Taranto. Tuvieron los marqueses Antonio de Ventimiglia y Margarita de Chiaromonte (Chiaromonte, como es habitualmente conocida en los libros de historia, es la italianización de Clermont)  abundante descendencia, en algunos casos germen de futuras grandes casas nobles, tanto de Italia como de España:
- Enrico III de Ventimiglia Clermont-Lodéve, III marqués de Irache, que sigue.
- Giovanni Antonio Ventimiglia Clermont-Lodéve (+22 de abril de 1483), conde de Montesarchio, que casó con Isabel de Pisa.
  - Bernal de Ventimiglia Pisa, fundador de la rama española de los Ventimiglia, origen de numerosas casas nobles más adelante. Conquistador de Málaga, alguacil mayor de la casa y corte de los reyes católicos (fue consejero personal de Fernando el católico) y del santo oficio. En 1494 es enviado por los Reyes Católicos a la isla de la Hispaniola como supervisor de las actividades de Colón quien realizaba su segundo viaje por América.[19]  Como conquistador recibe varias tierras en Málaga.[20] Testó el 16/12/1515 en Málaga ante Juan Moscoso. Caballero de Santiago (exp. 1784). Casó con Beatriz Rodríguez Enríquez (+1514). Sigue.
- Ferdinando de Ventimiglia Clermont-Lodéve.
- Raimondetta, que casó con su primo[21] Giovanni Tomasso de Moncada, conde de Adernó, con sucesión:[22]
  - Guglielmo Raimondo de Moncada, conde de Caltanisetta, que casó con Contisella de Moncada, con sucesión:
    - Isabella de Moncada (*1481,+1553), que casó en 1494 con Filippo de Ventimiglia, IV marqués de Irache.
- María de Ventimiglia Clermont-Lodéve, esposa de Artal Folch de Cardona, V conde de Collesano y gran chaciller de Sicilia.[23]
  - Leonor Folch de Cardona y Ventimiglia.
  - Pedro II Folch de Cardona y Ventimiglia, VI conde de Collesano, señor de Naso y barón de Bellpuig, que casó con Susana Gonzaga, hija de Gian Francesco Gonzaga, conte de Sabonetta y su esposa, Antonia del Balzo.
- Giacomo, casó con Fiordiligi Ventimiglia (de la casa de los Barones de Regiovanni), heredera del feudo de Verbumcaudo.
  - Eleonora, Signora di Verbumcaudo (1453), casó con Corrado Lancia, VIII barón de Longi.

## Línea de sucesión en elmarquesado de Irache
| Predecesor: Giovanni I de Ventimiglia | Casa de Ventimiglia (? - 1480) | Sucesor: Enrico III de Ventimiglia |

- Alchimie finanziarie di una grande famiglia feudale nel primo secolo dell'età moderna, Orazio Cancila.
- Biblioteca Storica e Letteraria di Sicilia. Diari Della Cittā Di Palermo Dal Secolo XVI al XIX, Gioacchino di Marzo, ISBN 978-1-179-61803-6, Nabu Press 2011, Volume I.
- Repertorio degli atti della Cancelleria del Regno di Sicilia dal 1282 al 1377, Antonino Marrone.
- Castelbuono medievale e i Ventimiglia, Orazio Cancila, Palermo 2010, ISBN 978-88-902393-1-1, Cuaderno Num 12.
- Da Ferdinando il Cattolico a Carlo V: L’esperienza siciliana, 1475-1525 (Quaderni di scienze umane), Tomo II,  Carmelo Trasselli,  Editor: Rubbettino (1993), ISBN 10: 8872840260  ISBN 13: 9788872840269.
- Da Sichro a Castrum Bonum: alle origini di un borgo feudale.
- Esempi di Pittura siculo-catalana tra i nebrodi e le madonie: il maestro di Migaido.
- Fasti di Sicilia, descritti da Vincenzo Castelli, Principe di Torremuza, Volumen II, edita Giuseppe Pappalardo 1820 Messina.
- Felipe II y el  Gobierno de Italia, Manuel Rivero Rodríguez, Sociedad estatal para la conmemoración de los centenarios de Felipe II y Carlos V, ISBN 84-95146-10-X, Edita Closas-Orcoyen Paracuellos del Jarama 1998.
- Merum et mixtum imperium nella Sicilia feudale, Rossella Cancila.
- Repertorio della feudalita Siciliana (1282-1390), la famiglie feudali.
- Simone I Ventimiglia, marchese di Geraci (1485-1544), in Memoria, storia e identità, scritti per Laura Sciascia, Associazione Mediterranea, Palermo, ISBN 978-88-902393-4-2, Pag 114-144 .
- Storia generale della Sicilia, Francesco Ferrara.
- Gesta Francorum, a cura di H. Hagenmeyer, Heidelberg 189o, pp. 185 S., 317.